# یاشا ماناشروف
یاشا ماناشروف (عبری: יעקב מנשירוב؛ زادهٔ ۲۹ اکتبر ۱۹۸۰) کشتی‌گیر اهل اسرائیل است.